# Yáber Al-Áhmad Al-Yáber Al-Sabah
El jeque Yáber III Al-Áhmad Al-Yáber Al-Sabah, جابر الأحمد الجابرالصباح (en  árabe) (29 de junio de 1926 – 15 de enero de 2006) fue un político kuwaití, emir de Kuwait entre el 31 de diciembre de 1977 hasta su muerte.
El jeque Yáber nació en 1926, siendo el tercer hijo del jeque Áhmad Al-Yáber Al-Sabah, emir de Kuwait entre 1921 y 1950, miembro de la dinastía Al-Sabah, que ha gobernado dicho estado desde el siglo XVIII. Yáber estudió en la Escuela al-Mubarakiya de Kuwait y luego recibió lecciones privadas sobre religión, árabe, ciencias e inglés. 
En 1949, trabajó como director del Servicio Público en la región de Ahmadí y en 1962 fue elegido ministro de Finanzas y Economía del país. Bajo su administración, las reservas de petróleo de Kuwait permitieron la transformación de la sociedad desde una cultura de características tribales a una sociedad moderna, y Kuwait se urbanizó y transformó en uno de los estados con mayor PIB per cápita del mundo. 
En 1965, el jeque Yáber fue designado primer ministro de Kuwait y al año siguiente fue coronado como príncipe. El 31 de diciembre de 1977 sucedió a su primo, Sabah III Al-Sálim Al-Sabah, como emir y jefe de Estado de Kuwait.
En 1981, utilizó sus poderes establecidos en la constitución kuwaití y disolvió la Asamblea Nacional y en mayo de 1985, sobrevivió a un intento de asesinato cuando un extremista islámico instaló un carro bomba durante una procesión real. Tras la Guerra del Golfo, Yáber reinstaló la Asamblea Nacional en 1991. En 1999, propuso una reforma al sistema eleccionario para permitir el sufragio femenino, lo que fue rechazado por la Asamblea Nacional; en 2005, el proyecto fue presentado nuevamente siendo esta vez aprobado.
El jeque Yáber Al-Áhmed Al-Sabah falleció el 15 de enero de 2006. Tras su muerte, el gobierno kuwaití anunció un periodo de cuarenta días de duelo oficial. Fue sucedido por el príncipe heredero Saad Al-Abdulá Al-Sálim Al-Sabah, pero por razones de salud y con el beneplácito del parlamento, cedió el puesto de emir al jeque Sabah Al-Áhmad Al-Yáber Al-Sabah, hermano del fallecido.

## Títulos y tratamientos
Esta tabla aún no está actualizada. Puedes contribuir aportando información sobre títulos y tratamientos de esta persona.

## Distinciones honoríficas
- Soberano Gran Maestre de la Orden de Mubárak el Grande (Estado de Kuwait).
- Soberano Gran Maestre de la Orden de Kuwait (Estado de Kuwait).
- Soberano Gran Maestre de la Orden de la Defensa Nacional (Estado de Kuwait).
- Soberano Gran Maestre de la Orden de la Distinción Militar (Estado de Kuwait).
- Soberano Gran Maestre de la Orden de la Liberación.